# 大川谷村
大川谷村（おおかわたにむら）は、かつて新潟県岩船郡にあった村。

## 地理
西側は日本海に面する。

## 沿革
- 1889年（明治22年）4月1日 - 町村制施行に伴い岩船郡府屋町村、岩石村、遅郷村、杉平村、温出村、堀之内村、岩崎村、中浜村、大谷沢村、塔ノ下村、荒川口村、朴平村が合併し、大川谷村が発足。
- 1954年（昭和29年）3月26日 - 大府鉱山府屋鉱業所の坑内で落盤事故。落盤と同時に地表から潅漑用水が流れ込んだため坑内が水没、死者8人を出した[1]。
- 1955年（昭和30年）3月31日 - 岩船郡黒川俣村、八幡村、中俣村、下海府村と合併し、山北村となり消滅。